# Ахмета
 Тази статия е за града в Грузия.  За общината вижте Ахмета (община).  
Ахмета (на грузински: ახმეტა) е град в Грузия, административен център на едноименната община. Намира се в Кахетия, на 29 km от главния град на областта Телави.

## География
Ахмета е образуван от сливането на две села – Уто и Zhaluri и получава статут на град през 1966 година. Разположен е на 582 m средна надморска височина, на десния бряг, в горното течение на река Алазани, близо до пресичането ѝ с реките Илто и Орвили. Градчето е живописно и почти във всеки двор има поне по едно орехово дърво. Ситуирано е на мястото, където реката излиза от теснините на Панкиското дефиле. Над него се издига Главният кавказки хребет с целогодишната си снежна покривка. Зад билото на Кавказ се простира Чечня, откъдето по време на Първата и Втора чеченска война пристигат бежанци, част от които се заселват в дефилето.

## Климат
Отличните климатични условия дават добра възможност за развитие на туризма, още повече че в района е включена голяма част от Тушетия, за просперитета на която се отделят огромни финансови средства. Дори и в най-непоносимата лятна жега температурите се омекотяват от „ниави“ – лек бриз, духащ от дефилето на Алазани.

## Население
Селището е сравнително малко. През 1989 г. е обитавано от 8900 жители, През 2002 г. населението намалява на 8569 души, тенденцията на намаление, макар и слабо, се запазва и през 2014 г. броят спада на 7105 души. Около половината от жителите изповядват православно християнство и ползват една малка, скромна църква.

## История
Ахмета става център на две въстания за освобождение на Грузия. Първото е срещу Персия през 1659 г. Ръководено е от Бидзин Чолокашвили, канонизиран от грузинската православна църква.
Второто въстание е вдигнато през 1924 година срещу съветския режим. Негов ръководител е Кайхосро (Какуца) Чолокашвили, който днес е национален герой на Грузия.

## Икономика
Въпреки неголямата територия, в града функционират няколко предприятия от хранително-вкусовата промишленост – завод за масло и сирене, консервен завод, завод за дрожди, предприятия за производство на вина. В Ахмета работи и държавен дървообработващ комбинат за дървени конструкции. В района се отглеждат гроздови масиви от сорта „Мцване“, от който в предприятията в града се произвежда полусладкото вино „Ахмета“.

## Култура
В Ахмета е организиран краеведчески музей с постоянна експозиция. Главните забележителности на града са православният манастир Алаверди и църквата „Кветера“.

## Транспорт
От града излизат три пътя – асфалтиран до Телави, един по-скромен към Панкиското дефиле и един съвсем лош към Тианети.
Най-близкото до града летище е в Тбилиси, на 124 km от центъра на града.
- Театърът
- Фонтан на централния площад
- Входът към града
- Общината
- Сградата на полицията
- Православната църква